# Astragalus severzovii
Astragalus severzovii är en ärtväxtart som beskrevs av Aleksandr Andrejevitj Bunge. Astragalus severzovii ingår i släktet vedlar, och familjen ärtväxter. Inga underarter finns listade i Catalogue of Life.